# Oeuverture
Oeuverture ist ein kanadischer Dokumentar-Kurzfilm unter der Regie von Gian Luigi Polidoro aus dem Jahr 1958, der von Thorold Dickinson produziert wurde. Mit diesem Film über die Vereinten Nationen war Dickinson 1959 für einen Oscar nominiert.

## Inhalt
Vor dem Hintergrund von Beethovens Egmont-Ouvertüre, die die Wiener Philharmoniker bei einem Konzert im Generalversammlungssaal der Vereinten Nationen aufführten, beschreibt der Film die weitreichenden Aktivitäten der Vereinten Nationen im Kampf um den Frieden in einer Welt, in der immer wieder Kriege ausbrechen, die schwerwiegende und folgenreiche Zerstörungen mit sich bringen. Die Hoffnung, dass die Welt Bestand haben könne, nähre sich aus dem Glauben, dass Krieg und Hunger und die sich daraus ergebende Verwüstung überwunden werden könnten, wozu auch die den Frieden sicherten Einsätze der Vereinten Nationen beitragen könnten.
Der Film verweist auf den zehnten Jahrestag der Allgemeinen Erklärung der Menschenrechte, die am 10. Dezember 1948 im Palais de Chaillot in Paris verkündet worden war, und in Artikel 1 festhält: „Alle Menschen sind frei und gleich an Würde und Rechten geboren.“ 

## Produktionsnotizen, Veröffentlichung
Der Film wurde von Thorold Dickinson im Auftrag der National Film Board of Canada (NFB) sowie des United National Film Services produziert und von der NFB vertrieben.
Der Film wurde am 2. Juni 1959 auf dem Filmfestival in der australischen Stadt Adelaide vorgestellt.

## Auszeichnung
- Oscarverleihung 1959

Nominierung für Thorold Dickinson in der Kategorie „Bester Dokumentar-Kurzfilm“.
Der Oscar ging jedoch an Ben Sharpsteen und den Film Ama Girls.